# Tobias Scherbarth
Tobias Scherbarth (Lipsia, 17 agosto 1985) è un astista tedesco.

## Palmarès
| Anno | Manifestazione   | Sede           | Evento           | Risultato      | Prestazione | Note |
| ---- | ---------------- | -------------- | ---------------- | -------------- | ----------- | ---- |
| 2005 | Europei under 23 | Erfurt         | Salto con l'asta | Qualificazione | 5,10 m      |      |
| 2007 | Europei under 23 | Debrecen       | Salto con l'asta | 5º             | 5,60 m      |      |
| 2007 | Universiadi      | Bangkok        | Salto con l'asta | 4º             | 5,50 m      |      |
| 2009 | Universiadi      | Belgrado       | Salto con l'asta | Finale         | dns         |      |
| 2014 | Europei          | Zurigo         | Salto con l'asta | Qualificazione | nm          |      |
| 2015 | Europei Indoor   | Praga          | Salto con l'asta | 9º             | 5,45 m      |      |
| 2015 | Mondiali         | Pechino        | Salto con l'asta | 7º             | 5,65 m      |      |
| 2016 | Europei          | Amsterdam      | Salto con l'asta | 19º (q)        | 5,35 m      |      |
| 2016 | Giochi olimpici  | Rio de Janeiro | Salto con l'asta | 25º (q)        | 5,45 m      |      |

## Altre competizioni internazionali
2014
- Campionati europei a squadre di atletica leggera ( Braunschweig)